# Rubus originalis
Rubus originalis är en rosväxtart som beskrevs av Liberty Hyde Bailey. Rubus originalis ingår i släktet rubusar, och familjen rosväxter. Inga underarter finns listade i Catalogue of Life.